# Вулиця Польова (Тернопіль)
Вулиця Польова — вулиця в житловому масиві «Східний» міста Тернополя. 

## Відомості
Розпочинається від провулку Дівочого, пролягає на північний схід до вулиці Глибокої, де і закінчується. На вулиці розташовані переважно приватні будинки.

## Транспорт
Рух вулицею — двосторонній, дорожнє покриття — асфальт. Громадський транспорт по вулиці не курсує, найближчі зупинки знаходяться на вулицях Глибокій та Дівочій.